# Diocesi di Vijayapuram
La diocesi di Vijayapuram (in latino Dioecesis Viiayapuramensis) è una sede della Chiesa cattolica in India suffraganea dell'arcidiocesi di Verapoly. Nel 2022 contava 93.600 battezzati su 5.399.217 abitanti. È retta dal vescovo Sebastian Thekethecheril.

## Territorio
La diocesi comprende per intero i distretti di Kottayam e Idukki e in parte quelli di Alappuzha, Ernakulam e Pathanamthitta nello stato del Kerala, nel sud-ovest dell'India.
Sede vescovile è la città di Kottayam, dove si trova la cattedrale del Cuore Immacolato di Maria.
Il territorio è suddiviso in 84 parrocchie.

## Storia
La diocesi è stata eretta il 14 luglio 1930 con la bolla Ad Christi nomen di papa Pio XI, ricavandone il territorio dall'arcidiocesi di Verapoly.

## Cronotassi dei vescovi
Si omettono i periodi di sede vacante non superiori ai 2 anni o non storicamente accertati.
- Juan Vicente Arana Idígoras, O.C.D. † (24 marzo 1931 - 14 giugno 1946 dimesso[3])
- Marcelino Aramburu y Arandía, O.C.D. † (13 maggio 1948 - 1949 dimesso)[4]
- Juan Ambrosio Abásolo y Lecue, O.C.D. † (25 dicembre 1949 - 16 gennaio 1971 dimesso)[5]
- Cornelius Elanjikal † (16 gennaio 1971 - 26 gennaio 1987 nominato arcivescovo di Verapoly)
- Peter Thuruthikonam † (5 maggio 1988 - 8 maggio 2006 ritirato)
- Sebastian Thekethecheril, dall'8 maggio 2006

## Statistiche
La diocesi nel 2022 su una popolazione di 5.399.217 persone contava 93.600 battezzati, corrispondenti all'1,7% del totale.
| anno | popolazione | popolazione | popolazione | presbiteri | presbiteri | presbiteri | presbiteri                | diaconi | religiosi | religiosi | parrocchie |
| anno | battezzati  | totale      | %           | numero     | secolari   | regolari   | battezzati per presbitero | diaconi | uomini    | donne     | parrocchie |
| ---- | ----------- | ----------- | ----------- | ---------- | ---------- | ---------- | ------------------------- | ------- | --------- | --------- | ---------- |
| 1950 | 54.703      | 1.803.754   | 3,0         | 40         | 25         | 15         | 1.367                     |         | 16        | 56        | 43         |
| 1970 | 65.991      | 2.680.000   | 2,5         | 98         | 70         | 28         | 673                       |         | 38        | 160       | 114        |
| 1980 | 71.454      | 4.062.030   | 1,8         | 114        | 80         | 34         | 626                       |         | 48        | 253       | 65         |
| 1990 | 87.208      | 4.679.044   | 1,9         | 112        | 81         | 31         | 778                       | 1       | 49        | 378       | 66         |
| 1999 | 82.986      | 5.103.576   | 1,6         | 113        | 81         | 32         | 734                       | 1       | 46        | 450       | 69         |
| 2000 | 71.968      | 4.084.144   | 1,8         | 116        | 83         | 33         | 620                       | 1       | 98        | 423       | 70         |
| 2001 | 77.185      | 4.129.145   | 1,9         | 132        | 93         | 39         | 584                       | 3       | 115       | 429       | 71         |
| 2002 | 81.303      | 4.631.506   | 1,8         | 133        | 93         | 40         | 611                       | 2       | 128       | 451       | 72         |
| 2003 | 81.303      | 3.581.506   | 2,3         | 133        | 93         | 40         | 611                       | 3       | 110       | 425       | 72         |
| 2004 | 82.930      | 3.584.506   | 2,3         | 127        | 94         | 33         | 652                       | 3       | 107       | 470       | 74         |
| 2010 | 79.021      | 3.864.879   | 2,0         | 163        | 106        | 57         | 484                       | 2       | 150       | 495       | 80         |
| 2014 | 86.768      | 3.887.426   | 2,2         | 184        | 113        | 71         | 471                       | 2       | 149       | 456       | 83         |
| 2017 | 91.861      | 4.226.601   | 2,2         | 173        | 108        | 65         | 530                       | 2       | 130       | 476       | 84         |
| 2020 | 92.739      | 5.325.782   | 1,7         | 175        | 108        | 67         | 529                       |         | 107       | 435       | 84         |
| 2022 | 93.600      | 5.399.217   | 1,7         | 184        | 105        | 79         | 508                       |         | 116       | 446       | 84         |